# 純非分離拡大
代数学において、体の純非分離拡大 (purely inseparable extension) は標数 p > 0 の体の拡大 k ⊆ K であって K のすべての元が q を p のベキ、a を k の元として xq = a の形の方程式の根であるようなものである。純非分離拡大はときどき radicial extension と呼ばれるが、名前の似たより一般的な概念である冪根拡大 (radical extension) と混同してはならない。

## 純非分離拡大
代数拡大 {\displaystyle E\supseteq F} が純非分離拡大 (purely inseparable extension) であるとは、すべての {\displaystyle \alpha \in E\setminus F} に対して、{\displaystyle \alpha } の F 上の最小多項式が分離多項式でないということである。F が任意の体であれば、自明な拡大 {\displaystyle F\supseteq F} が純非分離である。体 F が非自明な純非分離拡大をもつためには、上のセクションで概説したように不完全でなければならない。
純非分離拡大の概念に対するいくつかの同値でより具体的な定義が知られている。{\displaystyle E\supseteq F} が代数拡大で標数が（0 でない）素数 p であれば、以下は同値である：
1. E は F 上純非分離
2. 各元 {\displaystyle \alpha \in E} に対してある {\displaystyle n\geq 0} が存在して {\displaystyle \alpha ^{p^{n}}\in F}.
3. E の各元はある整数 {\displaystyle n\geq 0} とある元 {\displaystyle a\in F} に対して {\displaystyle X^{p^{n}}-a} の形の F 上の最小多項式をもつ。
上の同値な特徴づけから次が従う。（素数標数の体 F に対して）{\displaystyle E=F[\alpha ]} であってある整数 {\displaystyle n\geq 0} に対して {\displaystyle \alpha ^{p^{n}}\in F} であれば、E は F 上純非分離である。（これを確認するには、ある {\displaystyle n\geq 0} に対して {\displaystyle x^{p^{n}}\in F} であるようなすべての x からなる集合は体をなすことに注意せよ。この体は {\displaystyle \alpha } と F を両方含むので、それは E でなければならず、上の条件 2 によって、{\displaystyle E\supseteq F} は純非分離でなければならない。）
F が標数が素数 p の不完全体ならば、{\displaystyle a\in F} であって a は F において p 乗元でないものを選び、 f(X) = Xp − a とする。このとき f は F に根をもたないので、E が f の F 上の分解体であれば、{\displaystyle f(\alpha )=0} なる {\displaystyle \alpha } を選ぶことができる。とくに、{\displaystyle \alpha ^{p}=a} であり、直上の段落で述べられた性質から、次が従う。{\displaystyle F[\alpha ]\supseteq F} は非自明純非分離拡大である（実は {\displaystyle E=F[\alpha ]} なので {\displaystyle E\supseteq F} は自動的に純非分離拡大である）。
純非分離拡大は自然に確かに現れる。例えば、素数標数の体上の代数幾何学において現れる。K が標数 p の体で V が次元が 0 よりも大きい K 上の代数多様体であれば、関数体 K(V) は p 乗の部分体 K(V)p 上純非分離拡大である（これは上の条件 2 から従う）。そのような拡大は標数 p の有限体上の楕円曲線上の p 倍の文脈において現れる。

### 性質
- 体 F の標数が（0 でない）素数 p であれば、そして {\displaystyle E\supseteq F} が純非分離拡大であれば、{\displaystyle F\subseteq K\subseteq E} なら K は F 上純非分離で E は K 上純非分離である。さらに、[E : F] が有限であれば、それは F の標数 p のベキである[5]。
- 逆に、{\displaystyle F\subseteq K\subseteq E} が {\displaystyle F\subseteq K} と {\displaystyle K\subseteq E} が純非分離拡大であるようなものであれば、E は F 上純非分離である[6]。
- 代数拡大 {\displaystyle E\supseteq F} が非分離拡大であることとある {\displaystyle \alpha \in E\setminus F} が存在して F 上の {\displaystyle \alpha } の最小多項式が分離多項式でないことは同値である。（すなわち、代数拡大が非分離であることと分離でないことは同値である。しかしながら、非分離拡大は純非分離拡大とおなじものではないことに注意しよう。）{\displaystyle E\supseteq F} が有限次非自明非分離拡大であれば、[E : F] は F の標数で割り切れる必要がある[7]。
- {\displaystyle E\supseteq F} が有限次正規拡大で {\displaystyle K={\mbox{Fix}}({\mbox{Gal}}(E/F))} であれば、K は F 上純非分離であり E は K 上分離的である[8]。

## 純非分離拡大のガロワ対応
Jacobson (1937, 1944) は指数 1 の純非分離拡大に対するガロワ理論のバリエーションを導入した、ただしガロワ理論における体自己同型のガロワ群は微分の制限リー代数に取って代わられる。もっとも簡単なケースは指数が高々 1 の有限 index 純非分離拡大 K⊆L に対するものである（つまり L のすべての元の p 乗は K に入る）。この場合 L の K-微分のリー代数は L 上 n 次元のベクトル空間でもある制限リー代数である、ただし [L:K] = pn、そして L の K を含む中間体は L 上ベクトル空間であるこのリー代数の制限リー部分代数に対応する。微分のリー代数は L 上のベクトル空間であるが、それは一般には L 上のリー代数ではない、が K 上次元 n[L:K] = npn のリー代数である。
純分離拡大は単拡大のテンソル積であるときにモジュラー拡大 (modular extension) と呼ばれる、よってとくに指数 1 のすべての拡大はモジュラーであるが、指数 2 の非モジュラー拡大は存在する (Weisfeld 1965)。Sweedler (1968) と Gerstenhaber & Zaromp (1970) はガロワ対応のモジュラー純非分離拡大への拡大を与えた、ただし微分は高次の微分で置き換えられる。